# Dan Gillerman

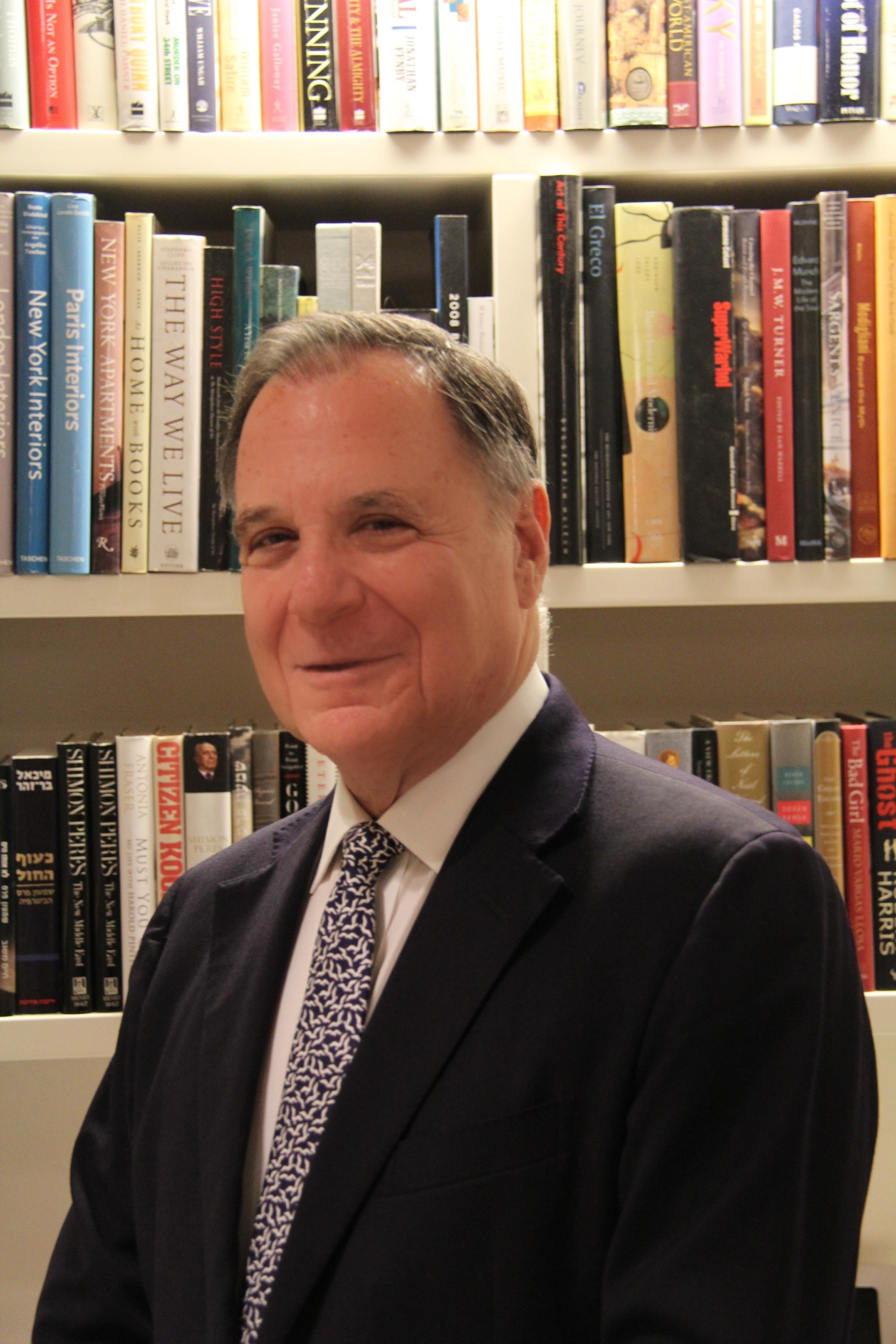

Dan Gillerman (hebräisch דן גילרמן; * 1944 in Palästina) war seit dem 1. Januar 2003 bis Ende Juli 2008 der 13. ständige Vertreter Israels bei den Vereinten Nationen.
Er studierte an der Universität von Tel Aviv und der Hebräischen Universität von Jerusalem, arbeitete als CEO mehrerer israelischer Unternehmen, als Aufsichtsratsmitglied der First International Bank of Israel, war Direktor der Bank Leumi und der Central Bank of Israel.
Gillerman trat für die wirtschaftliche Liberalisierung Israels und die freie Marktwirtschaft ein. Hinsichtlich der wirtschaftlichen Aspekten des Friedensprozesses versuchte er durch Gespräche mit arabischen und palästinensischen Führern, die weitere wirtschaftliche Kooperation in der Region voranzutreiben.
Am 14. Juni 2005 wurde er in die Position des Vize-Präsidenten der 60. Vollversammlung der Vereinten Nationen gewählt und war nach dem UN-Gesandten Abba Eban 1952 der zweite Israeli auf diesem Posten. Die israelische Kandidatur war vor allem durch westeuropäische Staaten unterstützt worden. Die Bar-Ilan-Universität verlieh ihm 2007 die Ehrendoktorwürde.
Gillerman ist verheiratet und hat zwei Kinder, einen Sohn und eine Tochter.